# 界水乡
界水乡，是中华人民共和国江西省新余市渝水区下辖的一个乡镇级行政单位。

## 行政区划
界水乡下辖以下地区：
高家村、横塘村、联盟村、布下村、黄溪村、甘村凌村和孝头村。